# Xyela altenhoferi
Xyela altenhoferi (лат.) — вид перепончатокрылых насекомых рода Xyela из семейства пилильщиков Xyelidae. 

## Распространение
Европа: Хорватия. 

## Описание
Мелкие пилильщики, длина около 4 мм; длина передних крыльев самок 3,7—4,0 мм. Голова жёлтая с чёрными отметинами. Кормовые растения для ложногусениц: сосны Pinus (Сосна алеппская, Pinus halepensis). Вид был впервые описан в 2013 году немецким энтомологом Стефаном Бланком (Senckenberg Deutsches Entomologisches Institut, Müncheberg, Германия). Видовое название дано в честь Dr. Ewald Altenhofer,
участвовавшего в исследованиях.